# Philipp Stolle
Philipp Stolle (* 1. August 1614 in Radeburg; † 4. Oktober 1675 in Halle (Saale)) war ein deutscher Komponist, Sänger und Theorbist.

## Leben
Stolle war ein Schüler von Kaspar Kittel. Er war viele Jahre am Dresdner Hof des sächsischen Kurfürsten Johann Georg I. tätig, während Heinrich Schütz dort Kapellmeister war.
Auf Wunsch des Dresdner Hofdichters David Schirmer vertonte Stolle 68 Gedichte Schirmers, die 1654 als Liederbuch Singende Rosen Oder Liebes- und Tugend-Lieder erschienen. Die Vertonungen waren für Sopran, Theorbe oder Viola da Gamba und Basso continuo. Schirmer übernahm 1657 auch 51 Lieder der Singenden Rosen in seine berühmte Sammlung Poetische Rosen-Gepüsche.
Schließlich wurde Stolle in ein neues höfisches Ensemble unter der musikalischen Leitung von Giovanni Andrea Bontempi versetzt. Diese wurde vom Sohn des Kurfürsten, dem späteren Johann Georg II., als Reaktion auf den chronischen Niedergang der väterlichen Kapelle gegründet. 1653 bat Stolle jedoch schriftlich um seine Demission und wies darauf hin, dass sein Jahresgehalt von 300 Talern nach 21 Dienstjahren in Dresden immer noch nicht ausreiche, um seine Familie zu ernähren. Seit dem 16. Januar 1649 war Stolle mit Anna Maria Krätzschmar verheiratet; das Paar hatte drei Kinder.
1654 wechselte Stolle endgültig nach Halle an den Hof des Herzogs August von Sachsen-Weißenfels. Dort scheint er mehrere Singspielopern komponiert zu haben, von denen jedoch nur eine überliefert ist. 1659 erlangte er das Hallische Bürgerrecht. 1661 wurde David Pohle dort Kapellmeister, unter dem Stolle bis an sein Lebensende wirkte.

## Werke
- David Schirmers Singende Rosen Oder Liebes- und Tugend-Lieder, Dresden 1654
- Neu-anmuthiges Schau-Spiel genahmt Charimunda oder Beneideter Liebes-Sieg, Halle 1658